# Fokker E.III
Fokker E.III – niemiecki samolot myśliwski z okresu I wojny światowej.

## Historia
Fokker E.III był produkowanym w największych ilościach wariantem jednopłatowego myśliwca Fokkera. W odróżnieniu od wcześniejszych Fokker E.I i E.II, które były produkowane w niewielkich ilościach i przekazywane pojedynczo do eskadr samolotów rozpoznawczych, E.III stał się pierwszym samolotem mającym stanowić uzbrojenie eskadr myśliwskich. Pierwsza taka eskadra została przezbrojona w E.III 10 sierpnia 1916 roku.
E.III był zasadniczo wersją Fokkera E.II wyposażoną w skrzydła o większej powierzchni. Napęd zapewniał ten sam co w E.II silnik rotacyjny  Oberursel U.I, ale dzięki powiększeniu zbiornika paliwa zwiększył się zasięg. Samolot był standardowo uzbrojony w pojedynczy zsynchronizowany karabin maszynowy lMG 08 7,92 mm.
Fokker E.III szybko stał się maszyną przestarzałą. Jego główna przewaga nad alianckimi samolotami wprowadzonymi do uzbrojenia na początku 1916 roku było zastosowanie zsynchronizowanego karabinu maszynowego. Po pojawieniu się francuskich Nieuportów 11 i brytyjskich Airco DH.2, zaczęto Fokkery E.III wycofywać z frontu zachodniego i przenosić na mniej odpowiedzialne odcinki.
Przyczyną szybkiego wycofania Fokkera E.III z użycia tkwiła we właściwościach aerodynamicznych jego płata, który miał mały krytyczny kąt natarcia. W wyniku tej cechy dochodziło do wczesnego oderwania strug na płacie i spadku siły nośnej – co ograniczało tak niezbędną u myśliwca zwrotność. 
Zbudowano 249 samolotów E.III, dodatkowo do tego standardu przebudowano 49 samolotów E.II.

## Opis
Fokker E.III był jednopłatem o konstrukcji mieszanej. Prostokątny kadłub tworzyła kratownica spawana z rur stalowych, usztywniona drutem. Kadłub był kryty głównie płótnem, blachy duralowe kryły jedynie przednia część kratownicy przed kabiną. Skrzydła prostokątne, dwudźwigarowe o konstrukcji drewnianej, kryte płótnem, usztywnione linkami mocowanymi do kozłów pod i nad kadłubem. Skrzydła pozbawione były lotek, sterowano poprzez skręcenie całego skrzydła. Podwozie stałe, z niedzieloną osią i płozą ogonową. Usterzenie płytowe, bez stateczników.